# 虿盆
蠆盆，是古代的一种酷刑之一。为「兽咬」的一种。其中蠆音同「菜」，是指包括蝎子一類的毒蟲,也指螫人的刺。以前古代的人認爲長尾的叫蠆,短尾的叫蝎。在商朝末年就用过虿盆，纣王的宠妃妲己就曾把宮女赤身裸體放进裝有很多蠆的大盆子里,并看著她被螫到慘叫,妲己自己則以此嬉笑作樂。
1. ↑  王永宽. . 云龙出版社. 1998年: 223225. ISBN 9789579663229.